# Micky Arison
Micky Arison, nome completo Michael Meir Arison (Tel Aviv, 29 giugno 1949), è un armatore israeliano naturalizzato statunitense, presidente e maggiore azionista della Carnival Corporation nonché proprietario della squadra di pallacanestro NBA Miami Heat.

## Biografia
Figlio di Ted Arison, armatore statunitense di origine israeliana, Micky nasce in Israele e si sposta nei primi anni negli USA seguendo il padre stabilendosi a Miami.
Frequenta la Università di Miami ma non consegue la laurea. Entra nell'azienda di famiglia nel 1979 con la carica di amministratore delegato di Carnival Cruise Lines, in seguito ricopre la carica di presidente della Carnival a partire dall'ottobre del 1990.
Alla morte del padre nel 1999 eredita i suoi averi (insieme alla sorella Shari Arison) diventando quindi il principale azionista oltre che manager delle attività di famiglia. Eredita e mantiene inoltre anche il possesso dei Miami Heat che tuttavia affida in gestione al general manager Pat Riley.
Nel 2003 in seguito ad un processo di fusione ricopre la carica di presidente e amministratore delegato della neocostituita Carnival Corporation & Plc. Nel luglio 2013 lascia la carica di amministratore delegato a Arnold W. Donald, rimanendo presidente.